# Marynin (gromada)
Marynin – dawna gromada, czyli najmniejsza jednostka podziału terytorialnego Polskiej Rzeczypospolitej Ludowej w latach 1954–1972.
Gromady, z gromadzkimi radami narodowymi (GRN) jako organami władzy najniższego stopnia na wsi, funkcjonowały od reformy reorganizującej administrację wiejską przeprowadzonej jesienią 1954 do momentu ich zniesienia z dniem 1 stycznia 1973, tym samym wypierając organizację gminną w latach 1954–1972.
Gromadę Marynin z siedzibą GRN w Maryninie utworzono – jako jedną z 8759 gromad na obszarze Polski – w powiecie chełmskim w woj. lubelskim na mocy uchwały nr 7 WRN w Lublinie z dnia 5 października 1954. W skład jednostki weszły obszary dotychczasowych gromad Marynin, Hruszów, Siedliszczki wieś i Siedliszczki kol. ze zniesionej gminy Rejowiec w tymże powiecie. Dla gromady ustalono 12 członków gromadzkiej rady narodowej.
1 stycznia 1958 gromadę zniesiono, włączając jej obszar do gromad: Rejowiec (wsie Marynin, Hruszów i Siedliszczki oraz kolonię Hruszów i PGR Hruszów) i znoszonej Morawinek (kolonię Siedliszczki) w tymże powiecie.